# Ralph Cantafio Soccer Complex
El Ralph Cantafio Soccer Complex es un estadio multiuso utilizado principalmente para el fútbol ubicado en la ciudad de Winnipeg en Manitoba, Canadá.

## Historia
El estadio fue creado en el año 1991 en la ciudad de Winnipeg en Manitoba con el nombre Winnipeg Soccer Complex para reemplazar al desaparecido Alexander Park como la principal sede de fútbol en Winnipeg.
Está compuesto por varios campos de fútbol, el principal es conocido como el John Scouras Field, que tiene capacidad para 2000 espectadores, aunque puede ampliarse a 10000. El estadio ha sido sede de algunos partidos de la selección nacional y desde 2011 es la sede del FC Manitoba.
En 2016 cambia el nombre por el actual en homenaje a Ralph Cantafio, dirigente de fútbol local y pionero en el fútbol en Manitoba.